# Indische Beachhandball-Nationalmannschaft der Frauen
Die indische Beachhandball-Nationalmannschaft der Frauen repräsentiert die Handball Federation of India als Auswahlmannschaft auf internationaler Ebene bei Länderspielen im Beachhandball gegen Mannschaften anderer nationaler Verbände.
Das männliche Pendant ist die Indische Beachhandball-Nationalmannschaft der Männer.

## Geschichte
Indien gehört nicht zu den Ländern seiner Region, die als Vorreiter im Beachhandball aktiv waren. Die erste Teilnahme an einer internationalen Meisterschaft war im Rahmen der Asian Beach Games 2008, Indien erreichte bei neun teilnehmenden Nationalmannschaften das Halbfinale und wurde am Ende Vierte. Nach einer Pause nahm die indische Nationalmannschaft danach seit 2012 regelmäßig an der Veranstaltung teil, schaffte jedoch nie mehr den Erfolg der ersten Teilnahme zu erreichen. Bei den Asienmeisterschaften debütierte Indien erst bei der achten, für Frauen sechsten, Auflage der kontinentalen Meisterschaften, im Jahr 2022. Da nur drei Mannschaften am Start waren, gewann Indien die Bronzemedaille, verpasste aber die Qualifikation für die Weltmeisterschaften und die World Games. Somit nahm Indien noch nie an einer internationalen Meisterschaft außerhalb Asiens teil.

## Teilnahmen
| World Games - 2001: nicht eingeladen - 2005: nicht eingeladen - 2009: nicht eingeladen - 2013: keine Teilnahme - 2017: keine Teilnahme - 2022: keine Teilnahme World Beach Games - 2019: nicht qualifiziert - 2023: nicht qualifiziert | Weltmeisterschaften - 2004: keine Teilnahme - 2006: keine Teilnahme - 2008: keine Teilnahme - 2010: keine Teilnahme - 2012: keine Teilnahme - 2014: keine Teilnahme - 2016: keine Teilnahme - 2018: keine Teilnahme - 2020: keine Teilnahme - 2022: keine Teilnahme | Asienmeisterschaften - 2004: keine Teilnahme - 2013: keine Teilnahme - 2015: keine Teilnahme - 2017: keine Teilnahme - 2019: keine Teilnahme - 2022: 3. - 2023: keine Teilnahme | Asian Beach Games - 2008: 4. - 2010: keine Teilnahme - 2012: 9. - 2014: 10. - 2016: 8. - 2023: |

- ABG 2008: Shabnam Bano • Tanisha Dabar • Anita Kumari • Manisha • Anamika Mukherjee • Preeti • Sangita Tiwari • Purnima Tokas[1]

- ABG 2012 1: Savita[2]

- ABG 2014: Kader derzeit nicht bekannt

- ABG 2016: Darshan • Hema • Jyoti (TW) • Khushbu Kumari • Varuni Negi • Prachi • Rupa Sah • Sanjeeta • Sonia (TW) • Sonika Sonika[3]

- AM 2022: Simaben Ashvinbhai • Natasha Bhagwan • Vaishnavi Chandrakant • Shefali Das • Rekha Arjun Kamble • Siddhi Krishna • Mansi Parab • Bithika Rabha • Tanya Singh[4]

## Trainer
| Cheftrainer - 2022: Priyadeep Singh | Co-Trainer - 2022: Vijay Kumar Kaza |